# 邑井一
邑井 一（むらい はじめ、1841年- 1910年4月8日）は、講談師。本名∶村井 徳一。幼名は「重吉」。

## 経歴
江戸牛込南町の田安家家臣の子として生まれる。
15歳で旭堂南鱗に弟子入りを試みたが断られ、16歳で初代真龍斎貞水に入門して、菊水と名乗る。貞水が二代目一龍斎貞山を襲名したことに伴って貞朝と名乗り、初代貞吉の三代目一龍斎貞山に伴い、二代目一龍斎貞吉を襲名する。
後年、本姓から邑井貞吉とした。1885年頃に、実子に邑井貞吉の名を譲り、邑井一を名乗った。

## 芸歴
- 1857年 - 初代真龍斎貞水に入門[2]、「菊水」を名乗る[1]。
- 「貞朝」と改名[1]。
- 「二代目一龍斎貞吉」を襲名[1]。
- 「邑井貞吉」と改名[1]。
- 1885年頃 - 「邑井一」と改名[1][3]。

## 人物
何か気がかりなことがあると10日も20日も高座に出ず、「邑井一の栄螺病」として有名であった。
「玉菊灯籠」「五福屋政談」「小夜衣双紙」「鈴木主水の時鳥若葉の青山」などを創作したと伝わる。
俳諧を好み、義父の四世松籟庵琴雅の跡を継ぎ、五世松籟庵を名乗った（松籟庵松露とする説もある）。

## 家族
- 長男 - 三代目邑井貞吉
- 四男 - 歌舞伎役者中村竹三郎[1]

## 弟子
- 三代目邑井貞吉 - 長男
- 邑井操
- 二代目邑井吉瓶
- 邑井蘭瓶